# Stockstadt am Main
Stockstadt am Main är en köping (Markt) i Landkreis Aschaffenburg i Regierungsbezirk Unterfranken i förbundslandet Bayern i Tyskland.